# Symplegma reptans
Symplegma reptans is een zakpijpensoort uit de familie van de Styelidae. De wetenschappelijke naam van de soort werd in 1927 Synstyela reptans voor het eerst geldig gepubliceerd door Oka.

## Verspreiding
Symplegma reptans is een koloniale zakpijp met afgeplatte zoïden ingebed in een dunne, maar taaie en bijna transparante mantel. Deze soort is inheems in de Indo-West Pacific, waar het voorkomt in Japan, China, India en Australië. Symplegma reptans is geïntroduceerd in Zuid-Californië en werd in 1991 voor het eerst gemeld in de haven van Los Angeles. De soort wordt aangetroffen op natuurlijke rotsachtige substraten en door de mens gemaakte constructies zoals jachthavendokken en scheepsrompen. Op sommige locaties heeft het uitgestrekte gebieden met 100% dekking gecreëerd, waardoor het mogelijk andere aangroeisoorten overtreft.